# Milan Maceljski
Milan Maceljski, hrvaški biolog, predavatelj in akademik, * 27. december 1925, † 24. junij 2007.
Maceljski je deloval kot redni profesor za entomologijo in fitofarmakologijo na Agronomski fakulteti v Zagrebu in bil dopisni član Slovenske akademije znanosti in umetnosti (od 8. aprila 1999).